# Las Vegas Film Critics Society Award per il miglior film in lingua straniera
Il Las Vegas Film Critics Society Award per il miglior film in lingua straniera o straniero è una categoria di premi assegnata da Las Vegas Film Critics Society, per il miglior film in lingua straniera dell'anno.

## Vincitori
I vincitori sono indicati in grassetto.
- 1997
  - Vuoi ballare? - Shall We Dance? (Sharu wi Dansu?), regia di Masayuki Suo (Giappone)
- 1998
  - La vita è bella, regia di Roberto Benigni (Italia)
- 1999
  - Racconto d'autunno (Conte d'automne), regia di Éric Rohmer (Francia)
  - Lola corre (Lola rennt), regia di Tom Tykwer (Germania)
  - Train de vie - Un treno per vivere (Train de vie), regia di Radu Mihăileanu (Francia/Belgio/Romania)
  - Il violino rosso (Le violon rouge), regia di François Girard (Canada/Italia/Regno Unito)
  - Wandāfuru raifu, regia di Hirokazu Koreeda (Giappone)
- 2000
  - La ragazza sul ponte (La fille sur le pont), regia di Patrice Leconte (Francia)
  - Est-ovest - Amore-libertà (Est - Ouest), regia di Régis Wargnier (Francia/Russia)
  - La lingua delle farfalle (La lengua de las mariposas), regia di José Luis Cuerda (Spagna)
  - Malèna (Malèna), regia di Giuseppe Tornatore (Italia)
  - Mifune - Dogma 3 (Mifunes sidste sang), regia di Søren Kragh-Jacobsen (Danimarca/Svezia)
- 2001
  - No Man's Land (Ničija zemlja), regia di Danis Tanović (Bosnia ed Erzegovina)
- 2002
  - Y tu mamá también (Y tu mamá también), regia di Alfonso Cuarón (Messico)
- 2003
  - City of God (Cidade de Deus), regia di Fernando Meirelles (Brasile)
- 2004
  - Hero (Ying xiong), regia di Zhang Yimou (Cina)
- 2005
  - Kung Fusion (Kung fu), regia di Stephen Chow (Cina/Hong Kong)
- 2006
  - Il labirinto del fauno (El laberinto del fauno), regia di Guillermo del Toro (Messico/Spagna)
- 2007
  - Lo scafandro e la farfalla (Le scaphandre et le papillon), regia di Julian Schnabel (Francia)
- 2008
  - Mongol (Mongol), regia di Sergej Bodrov (Russia/Kazakistan/Germania/Mongolia)